# Dämpfungsfaktor
Der Dämpfungsfaktor {\displaystyle D_{\text{F}}} gibt bei einer analogen Schnittstelle zwischen zwei elektrischen Geräten das Verhältnis von Eingangswiderstand zu Ausgangswiderstand an. Mit Widerstand ist ein Wechselstromwiderstand gemeint, der auch als elektrische Impedanz bezeichnet wird.

## Grundlagen
Der Dämpfungsfaktor {\displaystyle D_{\text{F}}} ist der Quotient aus Eingangswiderstand {\displaystyle R_{\text{a}}} und Ausgangswiderstand {\displaystyle R_{\text{i}}}.
{\displaystyle D_{\text{F}}={\frac {R_{\text{a}}}{R_{\text{i}}}}}
Benennung der Impedanzen:
Ausgangswiderstand = {\displaystyle R_{\text{i}}} = Innenwiderstand = Quellwiderstand

Eingangswiderstand = {\displaystyle R_{\text{a}}} = Außenwiderstand = Lastwiderstand = Abschlusswiderstand
Der Außenwiderstand oder Abschlusswiderstand {\displaystyle R_{\text{a}}} darf nicht mit dem Ausgangswiderstand {\displaystyle R_{\text{i}}} verwechselt werden, was wegen des gleichen Anfangsbuchstabens A leicht möglich ist.
Durch die Anpassung bildet bei jeder Schnittstelle der Ausgangswiderstand der Quelle mit dem Eingangswiderstand der Last eine Anpassungsdämpfung. Besonders zu beachten ist der wichtige Dämpfungsfaktor für die Anpassungsdämpfung bei der Schnittstelle vom Leistungsverstärker zum Lautsprecher.

## Bedeutung vonRaundRibei Lautsprechern
Da Wechselstrom durch den Lautsprecher fließt, muss die frequenzabhängige Impedanz berücksichtigt werden. Besitzt der Verstärker einen zu hohen Ausgangswiderstand, wird er auf der Resonanzfrequenz des Lautsprechers weniger belastet und gibt eine höhere Spannung ab. Dadurch kommt es an dieser Stelle zu einer Anhebung im Frequenzgang. Bei kleinem Ausgangswiderstand dämpft der Verstärker die Resonanz des Lautsprechers.
Der Verstärker treibt nicht nur den Lautsprecher an, indem dessen Strom die Membranbewegung (Hub) erzeugt, typisch bewirkt er auch, dass die Ausschwingbewegung der Membran bei ausbleibendem Signal gebremst wird. Das wird insbesondere bei Resonanzen wichtig. Eine bewegte Schwingspule ist ein elektrischer Generator und erzeugt eine Spannung durch Bewegungsinduktion, der dadurch veränderte Strom beschleunigt die Membran entsprechend (in diesem Fall bremsend).
Wenn der Innenwiderstand des Verstärkers ausreichend klein ist, (üblicherweise viel kleiner als 1 Ohm) wird der Lautsprecher während des Ausschwingens vom Verstärker kurzgeschlossen und die Schwingungsenergie wird im Leiterkreis in Wärme verwandelt. Wenn {\displaystyle R_{\text{i}}\ll R_{\text{a}}} ist, bezeichnet man das als Spannungsanpassung, weil der Verstärker die Spannung an den Anschlüssen der Schwingspule diktiert.
Da der gesamte Dämpfungswiderstand die Summe aus Innenwiderstand (Verstärker) und Außenwiderstand (Schwingspule mit typisch 3,2 bis 6,5 Ω Gleichstromwiderstand) darstellt, kann er nicht kleiner werden als der Spulenwiderstand, egal wie klein der Innenwiderstand wird. Der elektrischen Dämpfung sind dadurch Grenzen gesetzt. Es genügt daher, wenn der Dämpfungsfaktor {\displaystyle {\tfrac {R_{\text{a}}}{R_{\text{i}}}}} größer als etwa 10 ist. Eine weitere Erhöhung führt zu keinen relevanten Verbesserungen mehr. Fast alle modernen Transistorverstärker erreichen Dämpfungsfaktoren über 10 (bezogen auf 4 Ohm) oder eindeutig: der Quellwiderstand des Leistungsverstärker liegt unter 0,4 Ω . Der Dämpfungsfaktor ist normalerweise kein relevantes Entscheidungskriterium bei der Verstärkerwahl. 
Das Schwingverhalten ist genau genommen vom optimalen Gütefaktor des Systems aus Lautsprecher und Gehäuse abhängig. Dabei ist immer die für die jeweilige Anwendung optimale Summe aus mechanischer und elektrischer Dämpfung entscheidend, auf die das Lautsprechergehäuse abgestimmt wird.
Durch Umstellung der obigen Formel kann der Innenwiderstand von Lautsprecher-Leistungsverstärkern ermittelt werden, der selten in Datenblättern angegeben wird.
{\displaystyle R_{\text{i}}={\frac {R_{\text{a}}}{D_{\text{F}}}}}

Der Dämpfungsfaktor ist das Verhältnis aus zu und

Der Dämpfungsfaktor stellt auch den Ersatz für die Angabe des Innenwiderstands von Lautsprecher-Endverstärkern bei den technischen Daten dar. Zum Beispiel ist bei {\displaystyle D_{F}=100} und {\displaystyle R_{a}=8\,\mathrm {\Omega } } der errechnete Innenwiderstand {\displaystyle R_{i}=0{,}08\,\mathrm {\Omega } }.
Genauer betrachtet, stellt der Dämpfungsfaktor das Verhältnis der Nennimpedanz der Lautsprecherschwingspule zum übrigen gesamten Stromkreis dar. Dazu gehören der Innenwiderstand des Verstärkers, der Leitungswiderstand des Lautsprecherkabels, sowie der Widerstand der vorgeschalteten Frequenzweichenspule. Die unkontrollierte Schwingung des Lautsprechers induziert in der Schwingspule eine elektrische Spannung, die über die Endstufe kurzgeschlossen wird. Durch die erzeugte Gegenkraft verkürzt sich die Ausschwingzeit der Membran.
Die häufige Vorstellung von Laien, dass man passend zu einem 8-Ohm-Lautsprecher auch einen 8-Ohm-Verstärker brauche, ist falsch. Es gibt keinen 8-Ohm-Verstärker. Üblich ist ein Verstärkerausgangswiderstand, der viel kleiner 0,5 Ohm ist.